# Husarenregiment „Hadik“

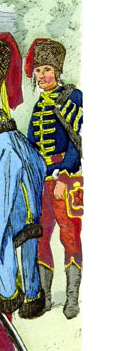
Husar des Regiments 1762 (mögliche Variante in einer Darstellung von Richard Knötel, 19. Jahrhundert)

Das Regiment war ein Kavallerieverband, der 1734 als Ghilanyi-Husaren für die kaiserlich-habsburgische Armee errichtet wurde. Im 17. und 18. Jahrhundert führten Regimenter nur den Namen des Regimentschefs. Das Regiment wurde 1768 aufgelöst. Zur Systematik wurden nachträglich folgende Nummerierungen eingeführt: 1734/1, Husarenregiment H 12 (nach Hans Bleckwenn).

## Errichtung und Veränderungen
- Laut Capitulation vom 30. Oktober 1734 wurde das Regiment durch den Obristen Johann Freiherr von Ghilányi aufgestellt. Davon vier Kompanien auf eigene Kosten, die übrigen gegen Empfang des Werbegeldes.
- 1748 wurden Teile des aufgelösten Husaren-Regimentes „Trips“ eingegliedert.
- 1768 wurde das Regiment wider aufgelöst. Die Eskadronen wurden auf die Husaren-Regimenter Nr. 1, Nr. 2, Nr. 3, Nr. 6, Nr. 8 und Nr. 10 aufgeteilt.

## Friedensgarnisonen
- 1736 im Breisgau
- 1739 Slavonien
- 1748 in den Niederlanden
- 1749–50 Bartfeld
- 1752 Komitat Sáros
- 1713 Komitat Gömör und Abauj
- 1763 Ungarn
- 1766 Sárospatak.

### Regimentsinhaber
- 1734 Obrist Johann Freiherr von Ghilányi
- 1753 Generalfeldwachtmeister Andreas von Hadik

### Regiments Kommandanten
- 1734 der Inhaber, Obrist Johann Freiherr von Ghilányi
- 1736 Obrist Graf Csáky
- 1740 Obrist Emerich Freiherr Barkoczy de Szala
- 1742 Obrist Emerich Freiherr von Morócz
- 1744 Obrist Nikolaus Graf Esterházy
- 1749 Obrist Wolfgang Freiherr von Babócsay
- 1754 Obrist Joseph von Komáromy
- 1761 Obrist Franz Sprung

## Gefechtskalender
Polnischer Erbfolgekrieg
- 1735: nach Beendigung der Aufstellung verlegte das Regiment zum Mosel-Korps an den Rhein und kämpfte im Gefecht bei Klausen

Russisch-Österreichischer Türkenkrieg (1736–1739)
- 1737–1739 Teilnahme an den Operationen der Armee in Siebenbürgen und der Walachei

Österreichischer Erbfolgekrieg
- 1741 Kommandierung nach Schlesien. Kämpfe in der Schlacht bei Mollwitz. Später Verlegung nach Böhmen
- 1742 Kämpfe im Korps Lobkowitz bei Sahaj und bei der Belagerung von Prag
- 1743 Nach Bayern detachiert, kämpfte die Einheit im Gefecht bei Simbach, verlegte dann zunächst an den Rhein und war später noch an den Gefechten bei Landshut und Esslingen
- 1744 Gefechte bei Lauterburg, Nordheim und Moldauthein
- 1745 Gefecht bei Reich-Hennersdorf und Teilnahme an den Schlachten bei Hohenfriedberg und Soor (Trautenau)
- 1746 wurde das Regiment in die Niederlande verlegt. Drei Eskadronen kämpften im Gefecht bei Mont-Saint-André, der Rest des Regiments im Gefecht bei Rocour
- 1747 Gefecht bei Rocour

Siebenjähriger Krieg
- 1756 Teilnahme an der Schlacht bei Lobositz
- 1757 Im Gefecht bei Welmina, anschließend war das Regiment an dem Streifzug nach Berlin beteiligt.
- 1758 Sicherungs- und Patrouillendienste im Verband der Reichsarmee. Ohne Aktion
- 1759 Einsatz in der Schlacht bei Maxen
- 1760 Kämpfe im Gefecht bei Strehlen und der Schlacht bei Torgau
- 1761 Sicherungs- und Patrouillendienstein Sachsen, ohne Aktion
- 1762 Gefechte bei Chemnitz und bei Pretschen und Teilnahme an der Schlacht bei Freiberg

## Adjustierung
- 1757 Pelzmütze mit rotem Tuchsack, dunkelblauer Pelz und Dolman, dunkelblaue Hose, weiße Oliven
- 1765 Pelzmütze mit verschiedenfarbigen Tuchsäcken, dunkelblauer Pelz und Dolman, dunkelblaue Hose, weiße Oliven
- 1767 Pelzmütze mit rotem Tuchsack, dunkelblauer Pelz und Dolman, weiße Aufschläge, dunkelblaue Hose, weiße Oliven
- Unter dem Inhaber Graf Hadik soll das Regiment rote Hosen getragen haben.